# Fiume Santo
Fiume Santo ist ein Torrente im Norden von Sardinien, der als Rio d’Astimini am Berg Lu Ferru in 228 m Höhe in der La Nurra entspringt.

## Flussbeschreibung
Der Bach entspringt als Rio d’Astimini am Monte Lu Ferru in der Nähe von Palmadula. Im Gebiet „Gadoni“ sammelt er sich mit weiteren Quellen und wird zu einem Fluss (Fiume Santo) mündet nach wenigen Kilometern in den Golf von Asinara im Gebiet von Sassari und Porto Torres, zwischen denen er ab der Kreuzung mit der Provinzstraße 34 in Richtung Stintino die Gemeindegrenze markiert. Das thermoelektrische Kraftwerk Fiume Santo im Besitz von EPH in der Gemeinde Sassari hat seinen Namen vom Fluss.